# 吉曼·基爾
吉曼·基爾（英語：Germaine Greer，/ɡrɪər/，1939年1月29日—），澳洲作家及記者。她被視為20世紀下半葉第二波女性主義運動的代表人物之一。
自她的第一本书《女太监》（1970年）出版后成为国际畅销书她的观点就引起了许多争议，获得了很多人的赞美或者反对。她出版了几本关于女性，女权主义，文学，艺术和环境的书，包括《Sex and Destiny: The Politics of Human Fertility》（1984年），《The Change: Women, Ageing and the Menopause》（1991年），《The Whole Woman》（1999年）《Shakespeare's Wife》（2007年）和《White Beech: The Rainforest Years》（2013年）。

## 早年生活和教育
格里尔出生于墨尔本，是家里的老大，还有一个弟弟和一个妹妹。她父亲是一家报纸广告代表，曾在战时澳大利亚皇家空军服役。据格里尔说，她的母亲可能患有亞斯伯格症候群，他们关系不好，因此格里尔在18岁时离开家。1956年考入墨尔本大学学习。1959年获得英语和法语语言文学学士学位毕业后格里尔搬到了悉尼。她的第一个教学职位是在悉尼大学，1963年她获得了浪漫诗歌文學碩士，她凭借题为“拜伦的讽刺方式的发展”的论文赢得了英联邦奖学金。
凭借奖学金1964年格里尔来到剑桥大学，成为女子学院纽纳姆学院的一员。格里尔加入了剑桥的学生文艺俱乐部脚灯社，1965年成为第一位女性正式成员。1969年她凭借论文“莎士比亚的早期喜剧中爱情和婚姻的伦理”而获得博士学位。

## 爭議

### 政治观点
格里尔在2012年提及自己是英国自由民主党的成员。另外，从20世纪70年代至2000年代，她把自己形容为无政府主义者或马克思主义者。在2008年她形容自己是“一个老无政府主义者”，重申反对“等级制度和资本主义”是她政治的中心。

### 恐跨
格里爾對跨性別女性的立場自1997年以來就引起了爭議，當時她未能成功地反對物理學家拉克爾·帕德曼成為劍橋大學紐納姆學院院士，認為帕德曼出生性別為男性，因此不應該被錄取女子大學。2015年，威爾士卡迪夫大學的學生請求阻止基爾在“女性與力量：20世紀的教訓”中在大學演講。學生們認為，她對跨性別女性的看法是恐跨和厭女的。基爾在接受英國廣播公司“新聞之夜”採訪時重申，她並不認為跨性別女性是女性。在同一次採訪中，基爾說，年度魅力女人提名凱特琳‧詹納，這是一個厭女症，詹納的故事的很大一部分是出於一種願望，卡戴珊 - 詹納家族的其他女性成員。基爾的評論受到跨性別喜劇演員麗貝卡‧魯特的譴責，她形容這些評論是“過時的”和“無禮的”，而拳擊發起人凱莉‧馬洛尼要求基爾被起訴。講座按計劃進行。基爾在2016年4月的一個澳大利亞問答集中再次重申了她的觀點，認為“男人”“決定”自己的性別是“不公平的”。

## 作品
- (1970). The Female Eunuch, London: MacGibbon & Kee.
- (1979). The Obstacle Race: The Fortunes of Women Painters and Their Work, London: Martin Secker and Warburg.
- (1984). Sex and Destiny: The Politics of Human Fertility, London: Harpercollins.
- (1986). Shakespeare, Oxford: Oxford University Press (Past Masters series).
- (1986). The Madwoman's Underclothes:  Essays and Occasional Writings, London: Picador.
- (1989). Daddy, We Hardly Knew You, New York: Fawcett Columbine.
- (1989). with Susan Hastings, Jeslyn Medoff, Melinda Sansone (eds.), Kissing the Rod: An Anthology of Seventeenth Century Women's Verse, London: Farrar, Straus and Giroux.
- (1991). The Change: Women, Ageing and the Menopause.
- (ed.), The Uncollected Verse of Aphra Behn.
- (1995). Slip-Shod Sibyls: Recognition, Rejection and the Woman Poet.
- with Ruth Little (eds.), The Collected Works of Katherine Philips, the Matchless Orinda, Volume III, The Translations.
- (1999). The Whole Woman, London: Doubleday.
- with Susan Hastings (ed.), The Surviving Works of Anne Wharton.
- (2000). John Wilmot, Earl of Rochester. London: Northcote House Publishers.
- (2003). Poems for Gardeners, London: Virago.
- (2003). The Beautiful Boy, New York: Rizzoli.
- (ed.), 101 Poems by 101 Women.
- (2004). Whitefella Jump Up: The Shortest Way to Nationhood, London: Profile Books (first published 2003 in Quarterly Essay).
- (2007). Shakespeare's Wife, London: Bloomsbury.
- (2013). White Beech: The Rainforest Years, London: Bloomsbury.